# 神楽門前湯治村
神楽門前湯治村（かぐらもんぜんとうじむら）は、広島県安芸高田市美土里町に所在する、神楽鑑賞施設及び宿泊、温泉入浴ができるテーマパーク施設。

## 歴史
開業は1998年7月。施設の飲料水のボーリング調査の際に温泉が見つかり、神楽と温泉が融合した施設となった。芸北地域は「芸北神楽」が盛んな土地柄であり、開業から2004年6月末までに100万人を越える来場者があった。

## 施設
安芸高田市が50%出資する第三セクター「株式会社神楽門前湯治村」が、指定管理者として本施設と道の駅北の関宿安芸高田の管理・運営を行う。舞台の間近で神楽を鑑賞できる小劇場「かむくら座」と、2000人収容の大舞台「神楽ドーム」があり、市内の神楽団による定期公演が行われるほか、旅籠や、日帰り入浴のできる温泉施設、地元の山の幸を使った食事処があり、旅籠では自炊による湯治を行うこともできる。